# Pat Rebillot
Pat Rebillot (* 21. April 1935 in Louisville, Ohio) ist ein US-amerikanischer Jazz- und Fusion-Musiker (Keyboards, Piano, E-Piano, Orgel) und Arrangeur.

## Leben und Wirken
Rebillot arbeitete als Sessionmusiker u. a. mit Hugh McCracken, Tony Levin, Steve Gadd, Ray Barretto und Ralph MacDonald. Er war langjähriges Mitglied in Bands von Herbie Mann, für den er auch als Arrangeur fungierte. Rebillot wirkte außerdem bei Aufnahmen von John Klemmer, Steely Dan (Gaucho), der Average White Band, Gloria Gaynor, Bette Midler, Flora Purim, Hall & Oates, Bob Belden, Paul Desmond/Don Sebesky, Frank Foster (Soul Outing!, 1966), David Friedman (Futures Passed 1976), David „Fathead“ Newman, Jon Faddis, Dick Morrissey/Jim Mullen und Joe Thomas mit. Unter eigenem Namen legte er 1974 auf Atlantic Records das von Herbie Mann produzierte Album Free Fall vor, mit Tony Levin am Bass, Steve Gadd am Schlagzeug, Armen Halburian (Perkussion) und Sam T. Brown (Gitarre). Im Bereich der Jazz- und Fusionmusik wirkte Rebillot zwischen 1966 und 2001 bei 118 Aufnahmesessions mit. Er wirkte u. a. auch beim Soundtrack des Spielfilms O Brother, Where Art Thou? – Eine Mississippi-Odyssee (2000) der Coen-Brüder mit.